# عبد الملك عرفات
عبد الملك عرفات (ولد في نابلس عام 1925 وتوفي سنة 2016)  هو تربوي ومؤلف أردني من أصل فلسطيني، عُرف بإسهاماته البارزة في تعليم الرياضيات، وتطوير المناهج، وهندسة المرور، بالإضافة إلى نشاطه في المجال الفني والرياضي.

## النشأة والتعليم
وُلد عبد الملك عرفات في مدينة نابلس عام 1925، ودرس في المدرسة الهاشمية ثم في المدرسة الصلاحية. اجتاز فحص المترك الفلسطيني (الامتحان الرسمي للالتحاق بالتعليم العالي) بامتياز، وبرز في مادة الرياضيات.

## المسيرة المهنية في التعليم
بدأ حياته المهنية عام 1943 معلّمًا للرياضيات والعلوم والرسم في مدارس فلسطينية منها عنبتا، باقة الغربية، دير استيا، الفاضلية في طولكرم، الصلاحية، والعائشية، كما عمل في مدرسة النجاح. وفي عام 1953، التحق بـالكلية العلمية الإسلامية في عمان، حيث أمضى 24 عامًا مدرسًا لمادة الرياضيات.

## إسهاماته

### تأليف المناهج والكتب الدراسية
ألف عبد الملك عرفات سلسلة من كتب الهندسة المستوية بدأت عام 1954، حيث اعتمدت وزارة التربية والتعليم الأردنية هذه المؤلفات ضمن المناهج الرسمية. واصل لاحقًا تأليف كتب دراسية في الرياضيات تم تدريسها في مدارس المملكة.

### هندسة المرور
في عام 1966، توجه نحو مجال هندسة المرور، وكتب مقالات تحليلية في جريدة الجهاد شرح فيها تنظيم المرور في مدينة عمّان، باستخدام إشارات ضوئية مبنية على مفهوم الموجة الخضراء.

### تطوير الرياضيات
في عام 1996، انتُخب عضوًا في الفريق القومي لتطوير الرياضيات، حيث شارك في جهود إدخال الرياضيات المعاصرة تدريجيًا إلى مناهج التعليم الأردني.

### المجال الفني
تميّز عبد الملك عرفات بمواهبه في المجال الفني، حيث فاز في مسابقة تلحين نشيد العلم، وهو النشيد المعتمد في الطابور الصباحي في مدارس المملكة الأردنية. كما ألف مجموعة من الأناشيد التي بثتها إذاعة عمان، ومنها: نشيد المعلم، نشيد الطالب، نشيد الحجيج، نشيد المولد، نشيد الأم.

### رياضة الشطرنج
كان عبد الملك عرفات ناشطًا في رياضة الشطرنج، وترأس الوفد الأردني إلى أولمبياد الشطرنج في عدة دول، منها: ليبيا (1976)، الأرجنتين (1978)، مالطا (1980)، سويسرا (1982)، اليونان (1984 و1988)، الإمارات (1986). حصل على شهادة حكم دولي من الاتحاد الدولي للشطرنج. 

### مؤلفاته في الخط واللغة الإنجليزية
ألف ثمانية كراسات للخط في اللغة الإنجليزية، تم اعتمادها رسميًا من قبل وزارة التربية والتعليم الأردنية في المدارس.

## العمل في جامعة القدس المفتوحة
في عام 1989، التحق بـجامعة القدس المفتوحة في دائرة الإنتاج والتطوير، حيث عمل في التصميم الفني التعليمي باستخدام الحاسوب.